# 茨木機関
茨木機関（いばらぎきかん）は、1944年にシンガポール（当時の昭南特別市）で、第7方面軍参謀部2課の石島少佐（通称：茨木少佐）が立ち上げた特務機関で、シンガポール周辺の内陸の防諜謀略を担当し、戦争末期には連合軍進攻後のゲリラ戦に備えて元特別操縦見習士官を受け入れ、ゲリラ要員の訓練を行うなどした。終戦直後に戦犯追及をおそれて「インドネシア独立を支援する」として集団でスマトラ島へ脱出しアチェ州へ向かったが、北スマトラに展開していた第25軍近衛第2師団によって拘束され計画を中止、機関員の多くは英軍によってマレー半島に抑留された後1946年に日本に帰国した。茨木少佐は英軍に逮捕・監禁されたが、後に脱走し日本に帰国したとされる。

## 設置の経緯
1943年9月に昭南港爆破事件が起きると、シンガポールの日本軍は、マレー半島に潜伏する連合軍のスパイや抗日分子がシンガポールに残った連合国人と連絡して事件を起こしたとみて、内陸の防諜謀略の強化をはかった。
この頃、連合軍の反攻の本格化を受けて南方軍麾下の各軍団の参謀部2課（情報部）には陸軍中野学校出の諜報要員が多数配属され、連合軍の諜報活動の防止や動静の探索などの諜報工作に携わった。戦争が破局に近付くと、現地の抗日勢力の攻撃や連合軍上陸への対処が課題となり、各兵団が連合軍の進攻に備えて遊撃戦の準備に入る中で、中野学校の出身者はゲリラ要員の教育訓練にあたった。
1944年初には、当時シンガポールにあった南方軍総司令部直属の特殊機関としてシンガポール周辺の海上防諜を行う浪機関が設置されていたが、同年暮れ頃、シンガポールの反日分子や、ジョホール州に潜伏する共産軍の動向に関する情報収集などの防諜謀略と、連合軍進攻の際のゲリラ活動展開を目的として、茨木機関が設置されることとなった。

## 機関の概要

### 機関長・茨木少佐
茨木機関の機関長・石島唯一少佐は、茨城県出身で、茨城弁を話し、「茨木少佐」と呼ばれていた。茨木少佐は幹部候補生から陸軍中野学校に入り、南支那派遣軍に属して広東各地でのスパイ・特務経験の後、南方軍総司令部参謀部2課（のち第7方面軍参謀部2課）に移り、第25軍参謀部2課付を兼務して1943年6月にパレンバン軍政部警務部特高科長に着任、同年9月のスマトラ治安工作での親オランダ分子の残置諜者の一斉検挙で功績を挙げた。
茨木少佐は、シンガポール入りすると、1944年の春に広東から日本人や台湾人の特務機関員・軍属・通訳を連れてきて浪機関の組織を強化し、1944年の暮れ頃、自ら茨木機関を立ち上げた。

### 機関本部
茨木機関の本部はシンガポール市内のリバー・バレー路沿いにあり、「国際運輸昭南事務所」の看板を掲げいて、外見は小さな会社の事務所兼住宅のようだった。本部は通信網の中心・謀略資材の集積場所になっており、准尉以下の下士官兵や民間人が通信、庶務、給養、兵器などの業務を分担していた。
本部から歩いて15分程の場所に、無線機を製造する通信班と、爆薬を製造する爆薬班の、住宅を利用した工場があり、その他に昭南市内に2カ所、ジョホール州内に3カ所のゲリラ要員養成拠点があって、軍属たちがインドネシア青年にゲリラ戦の訓練をしていた。

### ジョホール州への展開
機関の幹部である安達孝大尉と近藤次男大尉は、機関の工作隊の展開を担当し、機関員約50名がジョホール州に商社の駐在員や警察分署長を装って展開、共産軍や地元の抗日分子と接触して動向把握・宥和工作を行っており、これに続いてスマトラの北端アチェ州にも展開を予定していた。
ジョホール・バルには機関のジョホール州で最大の拠点となる要員訓練所兼通信基地があった。連合軍が攻めてきた場合、シンガポール島は土地が狭く住民の大半が中国系であるためゲリラ戦は困難とみた茨木少佐は、ジョホールの山中で長期間抵抗する計画を立て、終戦直前の1945年8月初旬に機関本部をジョホール州に移転し、謀略機材や食糧を送り込もうとしたが、その途中で終戦となった。

### 特操転用と総軍班
1945年6月には、情報要員に転用されることになった陸軍の特別操縦見習士官（以下「特操」）のうち、第7方面軍の参謀部に配属された約40名全員を機関員として受け入れ、また南方軍総司令部参謀部付となった特操のうち80名をゲリラ要員として訓練することになり、リバー・バレー路の本部近くのインスティテシューション・ヒルにあった訓練所で現地語や無線通信などの講義を受けさせた(通称「ヤマ」、「総軍班」)。

### 中国人協力者
このほかに、元中華民国の軍人で、日本軍の占領地域でスパイ活動をしていて捕えられ、助命されて逆スパイとして日本軍に協力していた陳奇山・王桐傑や、陳嘉庚系の華僑の有力者蔡和安をはじめとして、素性のはっきりしない中国人の機関員・協力者が多数いた。

## 終戦・スマトラ潜行

### シンガポール脱出
1945年8月15日の玉音放送の数日前に日本のポツダム宣言受諾を察知した茨木少佐らは、スマトラ治安工作を実行していたことからオランダからの戦犯訴追は免れないと考え、連合軍がシンガポールに進駐するとの情報があった同月20日以前にシンガポールを脱出することにした。
茨木少佐は機関の各拠点に現地住民の職員・工員の全員解雇を指示し、同月16日にジョホール・バルの新本部やインスティテューション・ヒルの総軍班で、機関員や特操出身者に日本の降伏を伝え、「このままシンガポールにいると、特務機関員は全員連合軍に捕まって処刑される。聖戦の目的を完遂するため、スマトラ島・アチェ州に渡り、アチェのインドネシア人青年とともにインドネシアの独立を目指して連合軍に徹底抗戦する。」とスマトラへの同行を呼びかけた。
特操出身者はほぼ全数の約120名がスマトラへ同行することになり、同月16-18日にかけてシンガポールの各所から武器・弾薬、食糧、宣撫物資(衣料品など)、海峡ドル、金塊、阿片等の物資を調達して船に積み込み、同月19,20日、ジョホール州の各地に展開していた機関員のシンガポール帰還を待って、機関員約160名が2隻の船に分乗してシンガポールを脱出した。

### スマトラ潜行
一行は1945年8月21,22日にスマトラ島パカンバルに到着した。パカンバルから、現地部隊のトラックを借り、少人数のグループに分かれてそれぞれアチェ州に向かう計画だったが、バンキナンにあった輸送大隊は連合軍への引渡しを理由にトラックの貸出しを渋り、移動に十分な台数を確保できなかった。このため物資を現地住民に投げ売りするなどして減らし、更に茨木少佐は後から到着した総軍班の機関員にパカンバル近くのロカン河の周辺に展開することを指示した(リオー班)。
機関幹部は第25軍司令部が置かれていたブキチンギへ移動し、近藤大尉らが同司令部の参謀・池田少佐を訪ねて動静を伺うと、同少佐は既にシンガポールの第7方面軍司令部から連絡を受けていて、行動を中止して方面軍の指示があるまでブキチンギに止まるよう説得、指示に従わないなら反乱軍として逮捕する、と迫った。
第25軍司令部は、茨木機関のトラック隊のブキチンギ通過を見送った後に、隷下の部隊に逮捕命令を出し、北部スマトラに駐屯する近衛第2師団（本部・メダン）に機関員を逮捕するよう連絡、トラック隊は、シボルガ、タルトン、シボロンボロン、バリゲ、プラパット、ペマタン・シアンタルと縦走した後、ほとんどのグループが近衛第2師団の守備区域内で拘束され、メダンの収容所に抑留された。メダンを通過したグループも、クアラシンパン、パンカラン・ブランダン、ビルン、ムラボーなど各地で現地部隊によって保護・拘束され、連絡を受けてやってきた機関幹部らから計画中止の命令を聞いて、メダンの収容所に合流した。茨木少佐はじめ機関幹部は、機関員の大部分が近衛第2師団に捕えられた後にメダンに入り、同師団の参謀部やブキチンギの第25軍司令部とその後の展開や特操の扱いどうするか話合っていた。

### リオー班
総軍班のうち、リオー班の特操出身者35名は、茨木少佐から「無線や武器を使わず、10年を目標に自活し、独立運動は側面から支援するように」との指示を受けて、ロカン河畔のウジャンバト一帯を展開地点に選定し、これより下流のコタインタン、ラントベルギアン周辺で数名ずつ分かれて付近の住民の許可を得て住み着き、物々交換で食料を得るなどして自活することになった。
早々にイスラム教に改宗し、割礼を受けた隊員もいたが、言葉が通じないため住民との意思疎通は難しく、暑さのため体調を崩し感染症に罹るなど、生活は過酷で、8月下旬にメダンで展開中止が決まった後、茨木少佐の指示で機関員が2度ウジャンバトに来て復帰を促し、9月下旬にはブキチンギの第25軍司令部の情報将校・松岡大尉が各班の代表者を集めて説得、その後も何度か潜伏を続ける隊員の捜索が行われ、1946年の夏までに、27人はメダンに合流し、2人は日本に帰国した。残る6名の隊員は行方不明となった。

### 抑留生活
メダンに集結した茨木機関の特操出身者は、近衛第2師団の野砲兵連隊に預けられ、1ヵ月余をシアンタル近くの茶園シダマニックの製茶工場の施設で過ごした後、インドネシアの独立運動が高揚して連合軍がスマトラの内陸に入り込むことができず、師団司令部が特操の存在を気にしなくなってきたこともあり、他の日本軍部隊との摩擦を避けるために、師団司令部を離れてトバ湖の東北岸近くのチガルング村に移った（諸菱隊）。
この間、機関の古参の機関員は大集団の特操を隠れ蓑にして別に7箇所に分かれて展開していたが、第7方面軍参謀部2課の桑原中佐が英軍の飛行機でメダン入りして展開の中止とシンガポールへの機関幹部の同行を求めた際に、これに応じて近藤大尉らがシンガポールへ戻った。茨木少佐は桑原中佐には会わず、諸菱隊のチガルング移住後もシアンタルに留まっていた。
また、師団からの指示により、機関員が個別にメダンに進駐した連合軍の翻訳・通訳を務めたり、オランダ人の住民を護送してインドへ送るのを支援したりしていた。1946年の1月頃には、独立運動の激化を受けて、茨木少佐の命令で、親しくしていたラジャの護衛を交代で行っていた。

### 引揚げ、潜行、逮捕

#### 諸菱隊の引揚げ
1946年2月2日、諸菱隊はメダンの外港ベラワンに集結し、武装解除されてマレー半島へ送られた。バトパハに約1ヶ月滞在した後、レンガム東方の山村アイルマニスで1ヵ月ほど開墾に従事した後レンガムに移動、1946年6月12日に一部の残留者を除いて帰国の途につき、6月15日にシンガポールのセレタ軍港からリバティ船で日本に向かった。

#### 戦犯容疑者のアチェ潜行
1946年2月頃、シアンタルに留まっていた岸山勇次曹長ら古参の機関員で、前歴から戦犯に問われる可能性のあった者数名は、茨木少佐の承認を得て脱走し、クアラ・シンパンに潜伏した。のちにアチェ州に入り、岸山は「島小太郎」を名乗り、他の日本人脱走兵とともにアチェのインドネシア軍に協力し、破壊工作員の育成や破壊工作に携わった。

#### 機関長逮捕
1946年3月頃、シアンタルに留まっていた茨木少佐、安達大尉と特操14人は引揚げのため近衛第2師団の野砲兵連隊の将兵とともにベラワン港へ移動したが、乗船の際に茨木少佐と安達大尉は戦犯容疑でオランダ軍憲兵に拘引され、特操14人だけがマレー半島へ渡り、諸菱隊よりも早く、同年5月に帰国した。

## 機関長の脱走
英軍に拘束された後、ジョホールバルにあった英軍情報部に監禁されていた茨木少佐は、蔡和安の手引きを受けて脱走を計画していた。
その後、茨木少佐は、仮病を使って便所の窓から逃走し、2カ月ほどジョホール州のジャングルに潜伏した後、東海岸のメルシンに出て1948年3月にかつて浪機関に所属していた林樹森という華僑の所有するジャンクでメルシンを出帆、ベトナムの海岸線を北上して2カ月後に香港に到着、香港では広東人に成りすまして「林景山」を名乗り、中国招商局の汽船で門司に上陸した。